# Давидовські
 Давидовські гербу Прус — шляхетська родина польсько-руського походження. Прізвище походить від колишнього міста Давидів коло Львова.

## Особи
- Григорій Тимстич[1] (Grzegorz Tymszyc) — шляхтич, отримав від Казімєжа ІІІ у 1362 році чотири села у Львівському повіті[2], зокрема, Давидів; походив з Сілезії
  - Станіслав (Осташко) з Давидова — суддя львівський гродський та земський, самбірський староста; дружина — дочка руського шляхтича Ходка Лоєвича (його опікуна в дитинстві) Анна (Ганка)
    - Миколай — підписувався з Горпина, в 1446 році записаний в львівському суді як «nobiles Lachi», загинув у битві на Краснім Полі 1450 року; Ян Длуґош помилково назвав його Станіславом
    - Йошко (помер між серпнем 1441 — червнем 1442)
      - Станіслав; 1456 року повертав борги через викуп дружини з татарської неволі, став дідичем Давидова, Черепина, Шанева, помер бл. 1468
        - Ян

      - Ян, з братом обмінялись маєтностями у 1464 році

    - Ян; жив у 1472 році, дідич Новосільців, Журавників, сіл у Львівському повіті, 1466 року під присягою відмовився від звинувачень у нападі і пограбуванні ним церкви
      - Станіслав з Новосільців — у 1502—1509 роках — підсудок, 1509—1512 — суддя земський львівський

З 16 століття є інформація про гробівець Давидовських в каплиці чудотворної ікони Богоматері костелу Божого Тіла (домініканців) у Львові.